# Nandi (mère de Chaka)
 (mars 2024).
Pour les articles homonymes, voir Nandi.
Nandi (vers 1760 – 10 octobre 1827) est une fille de Bhebhe, un ancien chef de la tribu du Langeni, et la mère du célèbre Chaka, roi des Zoulous.

## Naissance de Chaka
Le père de Chaka était Senzangakhona kaJama, roi du peuple zoulou. Nandi tomba enceinte de Senzangakhona hors mariage, et le peuple Mhlongo exigea de lui qu'il paye des réparations. Nandi fut au premier plan lors des négociations. Elle exigea personnellement 55 têtes de bétail en paiement des dommages qui lui avaient été faits, et le troupeau fut remis au peuple Mhlongo. Après avoir donné naissance à son fils, Nandi passa d'abord un moment au kraal de Senzangakhona, avant que leurs relations ne se détériorent, la forçant à quitter le kraal. Elle alla vivre parmi son peuple, les Mhlongo ; pendant ce temps elle dut aussi protéger son fils de la famine, des tentatives d'assassinat et de ses ennemis.

## Décès
Malgré les temps difficiles qu'ils avaient vécu, ou peut-être à cause d'eux, Chaka aimait sa mère presque au point de la vénérer.
La reine Nandi kaBhebhe mourut de dysenterie le 10 octobre 1827. Selon Donald Morris, Chaka ordonna que pendant l'année suivante, en signe de deuil, aucune culture ne soit plantée pendant l'année suivant son décès, que le lait (qui était à la base du régime zoulou à cette époque) ne soit plus utilisé, et que les femmes qui tombaient enceintes soient tuées ainsi que leur mari. Au moins 7 000 personnes, dont on jugea qu'elles n'étaient pas suffisamment accablées par le chagrin, furent exécutées ; mais les massacres ne furent pas limités aux humains, des vaches furent tuées pour que leurs petits ressentent eux aussi la perte de leur mère.
Sa tombe se trouve à l'extérieur d'Eshowe, le long de la vieille route vers Empangeni. Elle porte l'inscription "Nindi". Le 11 mars 2011, le Comité Mhlongo, les services du Premier ministre (en) du kwaZulu-Natal et l'Amafa aKwaZulu-Natali (en) (ou Amafa, l'autorité gérant le patrimoine du kwaZulu-Natal (en)) se sont réunis pour discuter de la finalisation des plans de la tombe de la princesse Nandi près d'Eshowe. Ils décidèrent qu'il y aurait une inauguration officielle en mai 2011, pour présenter la tombe de la reine Nandi kaBhebhe, après approbation du projet proposé par les Abahlongo. La reine Nandi kaBhebhe était née à Melmoth (en) en 1760 dans le peuple Mhlongo, et pour cette raison il fut aussi décidé que le nom inscrit sur la tombe devait être « Princesse Nandi Mhlongo, Mère du Roi Chaka ». Les peuples Bhebhe et Mhlongo du Langeni sont un même peuple.